# Kiesrecht

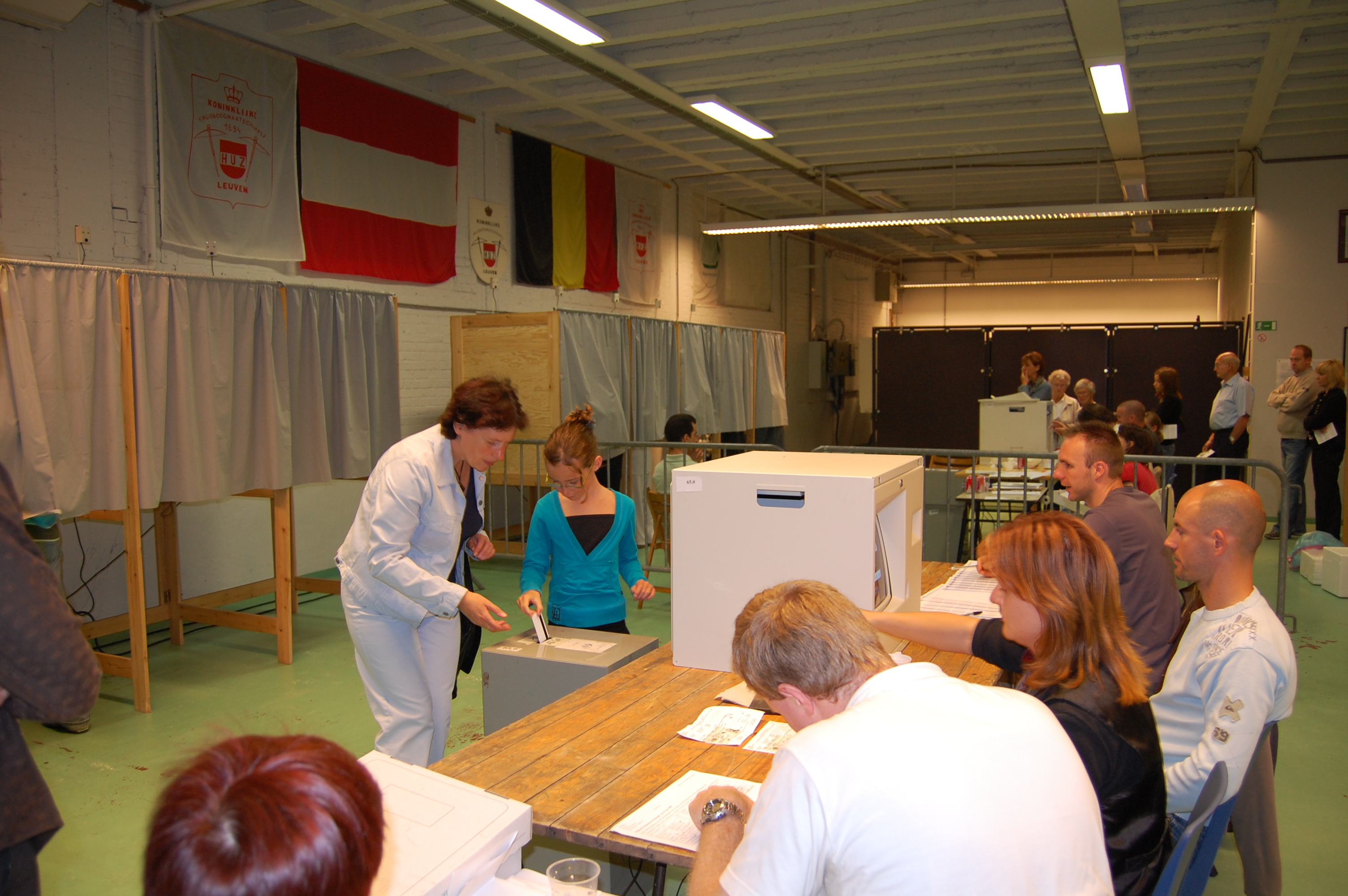
Een stembureau tijdens de Belgische federale verkiezingen 2007

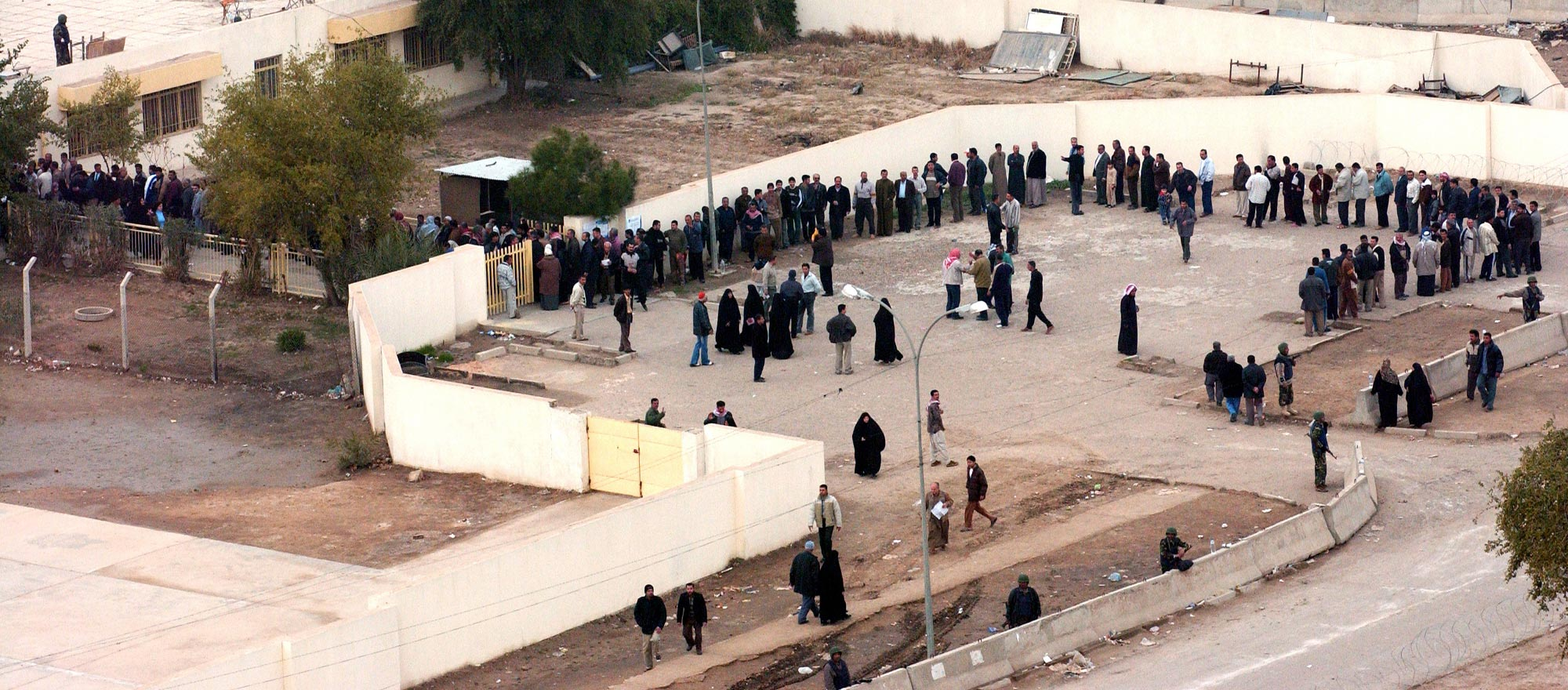
Irakezen staan in de rij om hun stem uit te brengen.

Minimumleeftijd om te stemmen:
16
17
18
19
20
21

Kiesrecht is het recht van een individu om deel te nemen aan het politieke proces in een land of andere bestuurlijke eenheid of organisatie door middel van verkiezingen, bijvoorbeeld door te stemmen op een partij naar zijn of haar voorkeur, of zich kandidaat te stellen voor een volksvertegenwoordiging. Iemand die kiesrecht heeft wordt kiesgerechtigde genoemd: dit kiesrecht is afhankelijk van verschillende kenmerken. Of iemand daadwerkelijk het recht heeft om te stemmen is doorgaans afhankelijk van de wetgeving van een land. Zo kan er verschil zijn in stemrecht afhankelijk van iemands geslacht, afkomst, of positie in een samenleving.
In moderne democratieën is het kiesrecht een van de belangrijkste rechten die verbonden zijn aan het staatsburgerschap. Het kan slechts in uitzonderlijke gevallen ontnomen worden. De meest voorkomende redenen voor ontneming van het kiesrecht zijn een zware gerechtelijke veroordeling, veelal tijdens het uitzitten van een gevangenisstraf, of mentale onbekwaamheid. In bijna alle landen zijn in principe alle meerderjarige burgers kiesgerechtigd voor politieke verkiezingen.

## Soorten kiesrecht
Men onderscheidt passief en actief kiesrecht:
- Passief: het recht om zich kandidaat te stellen bij verkiezingen.
- Actief, ook wel stemrecht genoemd: het recht een stem uit te brengen bij verkiezingen.

### Algemeen vs beperkt
Het stemrecht of kiesrecht is algemeen wanneer het toebehoort aan alle burgers zonder enige andere voorwaarde dan een minimumleeftijd, het hebben van de nationaliteit van het desbetreffende land, het hebben van de juridische rechten van het land en ten slotte de afwezigheid van zware juridische sancties.
Het stemrecht kan beperkt zijn op basis van verschillende criteria (zie beperkingen).

### Direct vs indirect
Met het direct stemrecht verkiezen de kiezers hun verkozenen rechtstreeks. Dit is het systeem dat in het algemeen wordt toegepast voor de verkiezing van de volksvertegenwoordigers.
Indien het stemrecht indirect is, dan gebeurt de verkiezing in twee fasen. In de eerste fase kiezen, of duiden de burgers een kiescollege aan, samengesteld uit "grote" kiezers, die op hun beurt de vertegenwoordigers kiezen (getrapte verkiezingen).

### Facultatief vs verplicht
In het merendeel van de westerse landen is het stemrecht facultatief (niet verplicht, maar het is een recht), in enkele landen geldt stemplicht. In België is er een opkomstplicht. Dit houdt in dat de kiezer verplicht is om zich op het stembureau te begeven en dus niet verplicht is een stem uit te brengen voor een bepaalde partij. Hij heeft dus nog altijd het recht om blanco te stemmen.

### Enkelvoudig vs meervoudig
Het stemrecht is enkelvoudig als elke stemgerechtigde over één stem beschikt. Het is meervoudig als een stemgerechtigde over meerdere stemmen beschikt, hetzij in functie van verworven diploma's, hetzij in functie van het inkomen. Stemmen per volmacht kan niet gezien worden als een eigen extra stemrecht.

## Beperkingen
Wie mag stemmen of zich kiesbaar mag stellen, kan op verschillende manieren beperkt worden:
- In functie van het inkomen of financieel vermogen (censuskiesrecht)
- In functie van het opleidingsniveau of intellectueel vermogen (capaciteitskiesrecht)
- Op basis van leeftijd (kiesleeftijd): doorgaans wordt de meerderjarigheid (bv. 16 of 18 jaar) als minimum gesteld, soms hoger voor het passief kiesrecht
- Op basis van geslacht (vrouwenkiesrecht)
- Op basis van nationaliteit, met name wanneer men verblijft in een land anders dan de nationaliteit (migrantenstemrecht)
- Op basis van woonplaats, met name wanneer men verblijft in het buitenland (stemrecht in het herkomstland)
- Op basis van religie
- Op basis van strafrechtelijke veroordeling, ofwel enkel tijdens het uitzitten van de straf, of ook nadien

Er zijn nog een paar landen zoals Saoedi-Arabië, waar vrouwen niet stemgerechtigd zijn. In andere landen hebben sommige inwoners geen kiesrecht omdat ze geen staatsburgerschap hebben, hoewel ze al soms vele generaties lang in het land leven. In vroegere democratieën, zoals het oude Athene en de Romeinse Republiek, konden alleen de mannen die de status van burger hadden, stemmen. Niet-burgers, waaronder slaven, konden niet stemmen. Vóór de twintigste eeuw kon alleen de elite, zoals belastingbetalers, grondbezitters en/of edelen, stemmen.
Beperkingen zijn in de geschiedenis een veelvuldig onderwerp van discussie geweest sinds de totstandkoming van de democratie. Bepaalde mensen of groepen willen stemrecht uitbreiden tot achtergestelde sociale groepen, terwijl andere de selectie van het aantal kiesgerechtigden smaller willen maken of houden.
Een voorbeeld van een stemrechtdebat was het conflict in Zuid-Afrika, waar onder de apartheid de blanke minderheid de zwarte meerderheid niet toestond om te stemmen. Dit systeem werd in 1994 afgeschaft met de eerste volledig vrije meerpartijenverkiezingen.
Het kiesrecht kan ook veroordeelde personen uitsluiten. In België is de ontzetting van het kiesrecht een bijkomende straf die erin bestaat dat veroordeelde personen gedurende een zekere tijd het kiesrecht niet kunnen uitoefenen.

## Situatie per gebied

### België
Het stemrecht in België komt standaard toe aan alle meerderjarige Belgen. Immigranten van buiten de EU, zonder Belgische nationaliteit, zijn kiesgerechtigd voor de gemeenteraadsverkiezingen, als zij ten minste vijf jaar legaal in België wonen. Een EU-burger zonder Belgische nationaliteit hoeft echter niet vijf jaar legaal in België te wonen, maar kan meteen al meedoen aan de gemeenteraadsverkiezingen (mits hij of zij legaal in België woont).
In België geldt een opkomstplicht: het is daar formeel strafbaar om zonder geldige reden niet te komen opdagen bij verkiezingen (behalve bij de lokale verkiezingen in Vlaanderen). De Belgische koning en de koninklijke familie worden wel opgeroepen voor de verkiezingen, maar de vorst zelf neemt niet deel aan de kiesverrichtingen, om te voorkomen dat hij door zijn persoonlijke voorkeur de positie van de Kroon, die boven de partijen staat, zou kunnen aantasten.
Buiten de politiek zijn financiële leden van burgerlijke organisaties, zowel als leden van commerciële commissariaten, kiesgerechtigd bij de keuze van bestuurders, directies en beleid.

### Nederland
Het stemrecht in Nederland komt standaard toe aan alle meerderjarige Nederlanders. In uitzonderlijke gevallen kan dit afgenomen worden. Bij Nederlandse gemeenteraadsverkiezingen mogen bovendien EU-burgers die in Nederland (legaal) wonen stemmen en andere inwoners vanaf vijf jaar legaal verblijf in Nederland. Bij waterschapsverkiezingen mogen alle legale inwoners stemmen.

### Aruba, Curaçao en Sint Maarten
Het kiesrecht voor de Staten van Aruba, Curaçao en Sint Maarten is voorbehouden aan ingezetenen met de Nederlandse nationaliteit. De leeftijd voor het actief kiesrecht is op 18 jaar gesteld. De leeftijd voor het passief kiesrecht is 18 jaar voor de Staten van Curaçao en van Sint Maarten en 21 jaar voor de Staten van Aruba.

### Suriname
Het kiesrecht werd in Suriname ingevoerd met de oprichting van de Koloniale Staten in 1865. In 1936 werd een nieuwe staatsregeling van kracht en in 1948 werd het algemeen kiesrecht ingevoerd. In 1975 werd Suriname een onafhankelijke republiek. In de Grondwet voor de Republiek Suriname werd het algemeen kiesrecht verankerd. Vanaf 1980 bestuurde de Nationale Militaire Raad het land. De grondwet werd in haar werking geschorst en het parlement werd buiten werking gesteld. In 1985 werd een gekozen Nationale Assemblée geïnstalleerd die een nieuwe grondwet opstelde waarin het algemeen kiesrecht weer was opgenomen.

### Kiesrecht in de Europese Unie
Onderdanen van alle EU-lidstaten zijn ook kiesgerechtigd voor de Europese verkiezingen. Wanneer een EU-staatsburger (legaal) in een ander Europese lidstaat woont mag hij kiezen om voor de kandidaten van zijn eigen land of de kandidaten van het land waarin hij woont te stemmen.